# Jennie Nilsson
Jennie Gaby Christel Nilsson (ur. 25 stycznia 1972 w Torup) – szwedzka polityk i samorządowiec, działaczka Szwedzkiej Socjaldemokratycznej Partii Robotniczej, parlamentarzystka, od 2019 do 2021 minister.

## Życiorys
W latach 1989–1990 kształciła się w szkole średniej Sannarpsgymnasiet w Halmstad. Pracowała w zawodzie asystentki pielęgniarskiej.
Zaangażowała się w działalność Szwedzkiej Socjaldemokratycznej Partii Robotniczej. Przez sześć lat była przewodniczącą zarządu gminy Hylte. W 2006 po raz pierwszy zasiadła w Riksdagu. Z powodzeniem ubiegała się o reelekcję w 2010, 2014, 2018 i 2022.
W styczniu 2019 w drugim rządzie Stefana Löfvena objęła stanowisko ministra obszarów wiejskich. Zrezygnowała z tej funkcji z końcem czerwca 2021 w trakcie kryzysu politycznego celem objęcia wakującego mandatu w Riksdagu przed głosowaniem nad powołaniem premiera (jej zastępca poselski z powodów zdrowotnych nie wykonywał obowiązków). Nie znalazła się w składzie utworzonego w lipcu tegoż roku nowego gabinetu Stefana Löfvena.